# Cesare Finzi
Cesare Finzi (Firenze, 4 dicembre 1836 – Firenze, 28 marzo 1908) è stato un matematico italiano.

## Biografia
Dopo la laurea in matematica all'Università di Pisa con Enrico Betti, qui insegnò algebra dal 1871 al 1900 e fu altresì professore interno alla Scuola Normale Superiore. Fu tra i soci fondatori della Società toscana di Scienze Naturali.

## Opere
- Appunti delle lezioni di algebra, ad uso degli studenti della R. Università, Litografia Bertini, Pisa, 1883 (con successive edizioni e ristampe).
- Geodesia teoretica. Lezioni del prof. Cesare Finzi tenute nell'anno accademico 1894-95, Pisa, 1895.